# Adafroptilum
Adafroptilum is een geslacht van vlinders van de familie nachtpauwogen (Saturniidae), uit de onderfamilie Saturniinae.

## Soorten
- A. acuminatum (Darge, 2003)
- A. acutum (Darge, Naumann & Brosch, 2003)
- A. austriorientale Darge, 2008
- A. bellum (Darge, Naumann & Brosch, 2003)
- A. coloratum (Darge, Naumann & Brosch, 2003)
- A. convictum Darge, 2007
- A. exiguum Darge, 2012
- A. hausmanni Darge, 2007
- A. incana (Sonthonnax, 1899)
- A. incanum (Sonthonnax, 1899)
- A. indivisum (Darge, 2003)
- A. kalamboensis Darge, 2007
- A. kitongaensis Darge, 2006
- A. lejorai Darge, 2005
- A. mikessensis Darge, 2007
- A. occidaneum Darge, 2008
- A. permixtum (Darge, 2003)
- A. quinquevitreatum Darge, 2005
- A. rotundum (Darge, 2003)
- A. rougerii Darge, 2006
- A. scheveni (Darge, 2003)
- A. schmiti Darge, 2005
- A. septiguttata (Weymer, 1903)
- A. singularum (Darge, Naumann & Brosch, 2003)
- A. sommereri Darge, 2005
- A. tricoronatum (Darge, Naumann & Brosch, 2003)
- A. tuberculatum (Darge, Naumann & Brosch, 2003)